# Poggio di San Remo
Le Poggio di San Remo est une colline se situant sur la commune de San Remo, en Italie.
Elle abrite un hameau du même nom. Elle doit sa célébrité à la classique cycliste Milan-San Remo, dont elle est traditionnellement la dernière difficulté, avant l'arrivée à San Remo. Culminant à 169 m d'altitude, la route du Poggio di San Remo est longue de 4 km, et a une déclivité moyenne de 3,7 % et une pente maximum de 8 %.